# جون أندرسن (غطاس)
جون أندرسن (بالنرويجية البوكمول: Sigvard Andersen)‏ هو غطاس نرويجي، ولد في 18 أغسطس 1893 في برغن في النرويج، وتوفي في 1 مارس 1975.

## وصلات خارجية
- جون أندرسن على موقع أوليمبيديا (الإنجليزية)